# سنغ ستان (أمجز)
سنغ ستان (بالفارسية: سنگ ستان) هي منطقة سكنية تقع في إيران في قسم أمجز الريفي. يقدر عدد سكانها بـ 0 نسمة بحسب إحصاء 2016.